# Henryk Szamota
Henryk Szamota (ur. 10 lutego 1910 w Kijowie, zm. 12 września 2002) – polski kolarz torowy, mistrz i reprezentant Polski, działacz sportu samochodowego w USA.
Był członkiem Warszawskiego Towarzystwa Cyklistów. Trzykrotnie wywalczył mistrzostwo Polski w sprincie (1929, 1930, 1931), czterokrotnie reprezentował Polskę na mistrzostwach świata w tej konkurencji. W 1929 odpadł w ćwierćfinale (był to najlepszy wynik Polaka na MŚ w tej konkurencji, wyrównany dopiero w 1960), w 1931, 1933 i 1934 odpadł w eliminacjach. W 1930 pobił rekordy Polski na dystansach 200, 300, 400 i 500 m ze startu lotnego (trzy ostatnie pobito dopiero po II wojnie światowej – ostatni (na 300 m) dopiero w 1961). Był najpopularniejszym polskim torowcem przełomu lat 20. i 30. W 1930 zajął 10. miejsce w Plebiscycie Przeglądu Sportowego na najlepszego sportowca roku.
W 1932 przeszedł na zawodowstwo, zamieszkał we Francji, następnie w USA. Po II wojnie światowej był aktywnym działaczem sportu samochodowego w USA, organizatorem i prezesem nowojorskiego oddziału Sports Car Club of America, pomysłodawcą North Atlantic Road Racing Championship. W 1977 otrzymał przyznawaną przez SCCA Woolf Barnato Award.